# Johnny Mnemonic
Johnny Mnemonic je povídka Williama Gibsona, která byla inspirací pro stejnojmenný film.
Povídka se poprvé objevila v časopise Omni roku 1981 a byla následně zahrnuta v Gibsonově sbírce povídek Jak vypálit Chrome z roku 1986. Její děj se odehrává v Gibsonově kyberpunkovém světě, přičemž předchází v ději jeho romány o několik let. Uvádí také postavu kybernetické Molly, která hraje v románech jeho trilogii Sprawlu důležitou roli.

## Shrnutí
Johnny Mnemonic je pašerák dat, který podstoupil operaci, díky níž má v mozku kybernetický implantát na ukládání informací. Tento systém mu umožňuje fyzicky přenášel data, která jsou příliš citlivá pro přenos přes nechráněné počítačové sítě. Aby zůstal náklad v bezpečí, je zamčen klíčem, který zná pouze zamýšlený příjemce. Žije obyčejný život ve Sprawlu a transportuje informace pro korporace, podsvětí a kriminální živly i pro bohaté jednotlivce. 
Příběh začíná uložením dat do Johnnyho hlavy, která jsou však ukradena Jakuze (japonská mafie), která posílá na Johnnyho nájemného zabijáka, aby se o něj postaral. Johnny je donucen utéci, a tak se setkává s Molly, tzv. břitvačkou (anglicky Razorgirl), která podstoupila nákladné eugenické tělesné modifikace, především ostré čepele, které se jí vysouvají z konečků prstů. Společně plánují vytáhnout data, která jsou uložena v Johnnyho hlavě a získat pomoc inteligentního bývalého vojenského delfína a gangu Lo Teků (proti technologicky zaměřené hnutí), ztracených existencí, které žijí v odpadlických dómech, které pokrývají Sprawl.
Na konci příběhu se snaží oba přežít získáním všech dat, která Johnny dříve přenášel v hlavě, a vydírat s nimi jeho dřívější zákazníky, s pomocí anti-technologického gangu. Prostředí Sprawlu a postava Molly se později objevují v románu Neuromancer, kde je odhalen další osud Johnnyho: Molly vypráví Caseovi, jak jejího přítele našel nájemný vrah Jakuzy a zabil ho.